# Lijst van voetbalinterlands Bahama's - Haïti
Deze lijst van voetbalinterlands is een overzicht van alle officiële voetbalwedstrijden tussen de nationale teams van de Bahama's en Haïti. De landen speelden tot op heden vier keer tegen elkaar. De eerste ontmoeting, een kwalificatiewedstrijd voor het Wereldkampioenschap voetbal 2002, werd gespeeld in Port-au-Prince op 1 april 2000. Het laatste duel, een vriendschappelijke wedstrijd, vond plaats op 27 december 2003 in Miami (Verenigde Staten).

## Wedstrijden
| № | Plaats         | Datum            | Competitie           | Wedstrijd        | Uitslag |
| - | -------------- | ---------------- | -------------------- | ---------------- | ------- |
| 1 | Port-au-Prince | 1 april 2000     | WK 2002 kwalificatie | Haïti − Bahama's | 9 − 0   |
| 2 | Nassau         | 16 april 2000    | WK 2002 kwalificatie | Bahama's − Haïti | 0 − 4   |
| 3 | Nassau         | 21 oktober 2001  | Vriendschappelijk    | Bahama's − Haïti | 0 − 2   |
| 4 | Miami          | 27 december 2003 | Vriendschappelijk    | Haïti − Bahama's | 6 − 0   |

## Samenvatting
| Competitie        | Totaal gespeeld | Winst Bahama's | Gelijk | Winst Haïti | Doelsaldo Bahama's – Haïti |
| ----------------- | --------------- | -------------- | ------ | ----------- | -------------------------- |
| WK-kwalificatie   | 2               | 0              | 0      | 2           | 0 − 13                     |
| Vriendschappelijk | 2               | 0              | 0      | 2           | 0 − 8                      |
| Totaal            | 4               | 0              | 0      | 4           | 0 − 21                     |

Wedstrijden bepaald door strafschoppen worden, in lijn met de FIFA, als een gelijkspel gerekend.